# Outokumpu Abp

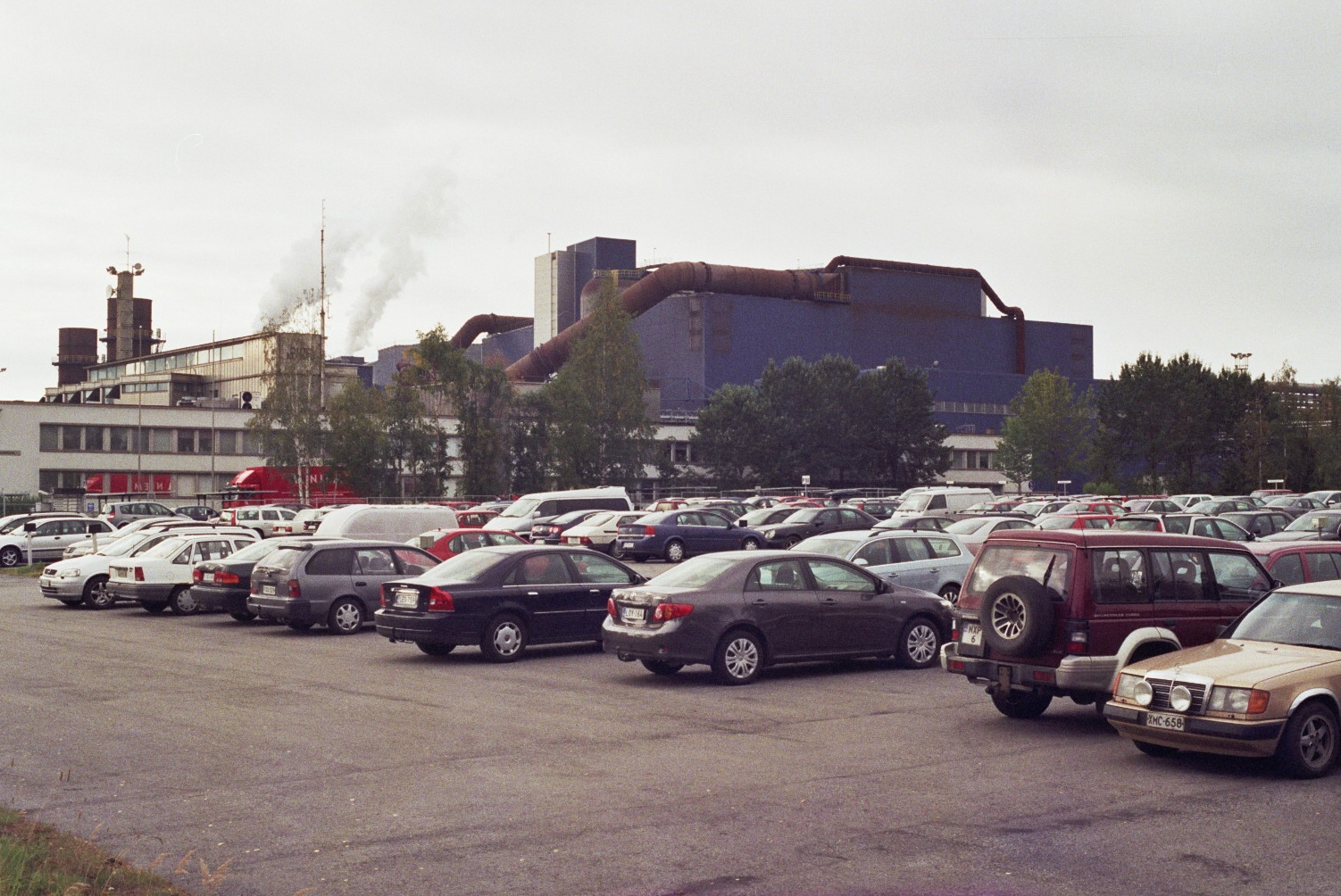
Stålverket i Torneå, 2008.

Outokumpu Abp är ett finländskt stålföretag, som tillverkar rostfritt stål. Företaget har 8 500 anställda i 30 länder. Huvudkontoret finns i Helsingfors. År 2006 knoppades Outokumpu Technology av, och fick senare namnet Outotec.
Företaget uppstod efter att malm 1910 hittades i Outokumpu i Finland i dåvarande Kuusjärvi socken av geologen Otto Trüstedt. Malmen bestod av 4,5 % koppar, 27 % järn, 1 % zink, 27 % svavel och 40 % kiselsyra. År 1914 grundades Outokumpu Kopparverk av handelshuset Hackman & Co i Viborg och finska staten. Under 1924 köpte Hackman & Co ut staten från gruvverksamheten och bildade 1932 ett eget aktiebolag för gruvverksamheten, Outokumpu Oy.
Fram till på 1950-talet var 
Outokumpu ett rent gruvförtag. När verksamheten utökades med smältverk ökade omsättningen kraftigt och ökade tiofalt från år 1950 till år 1980.
På 1950-talet började man att licensiera sin teknologi till andra metallindustrier och 1956 såldes Outokumpus smältprocess för 
första gången till ett japanskt smältverk för.

Olika smältprocesser för kopparkoncentrat. Användare per år.

Outokumpu hade omkring 21 000 anställda runt sekelskiftet och år 2001 bildade de tillsammans med Avesta Sheffield företaget AvestaPolarit som helt inriktade sig på rostfritt stål. Det nya företaget var med en kapacitet på 1,8 miljoner ton per år världens näst största tillverkare av rostfritt stål efter ThyssenKrupp. År 2004 beslöt man sig för att renodla verksamheten för att fokusera sig på rostfritt stål. Smältverken, gruvorna och övrig verksamhet avyttrades på 2000- och 2010-talet.
I Sverige finns Outokumpu i Avesta, Degerfors, Eskilstuna, Torshälla och Gusum. De svenska verksamheterna har till del sitt ursprung i Svenska Metallverken, som 1969 övertogs av Grängesbergsbolaget. Electrolux gick in som ägare till Gränges under slutet av 1970-talet, och 1986 såldes kopparverksamheten till Outokumpu Oy.
Förutom i Sverige och Finland finns Outokumpu i Storbritannien, Tyskland, Mexiko och USA.